# Жінки в Другій світовій війні

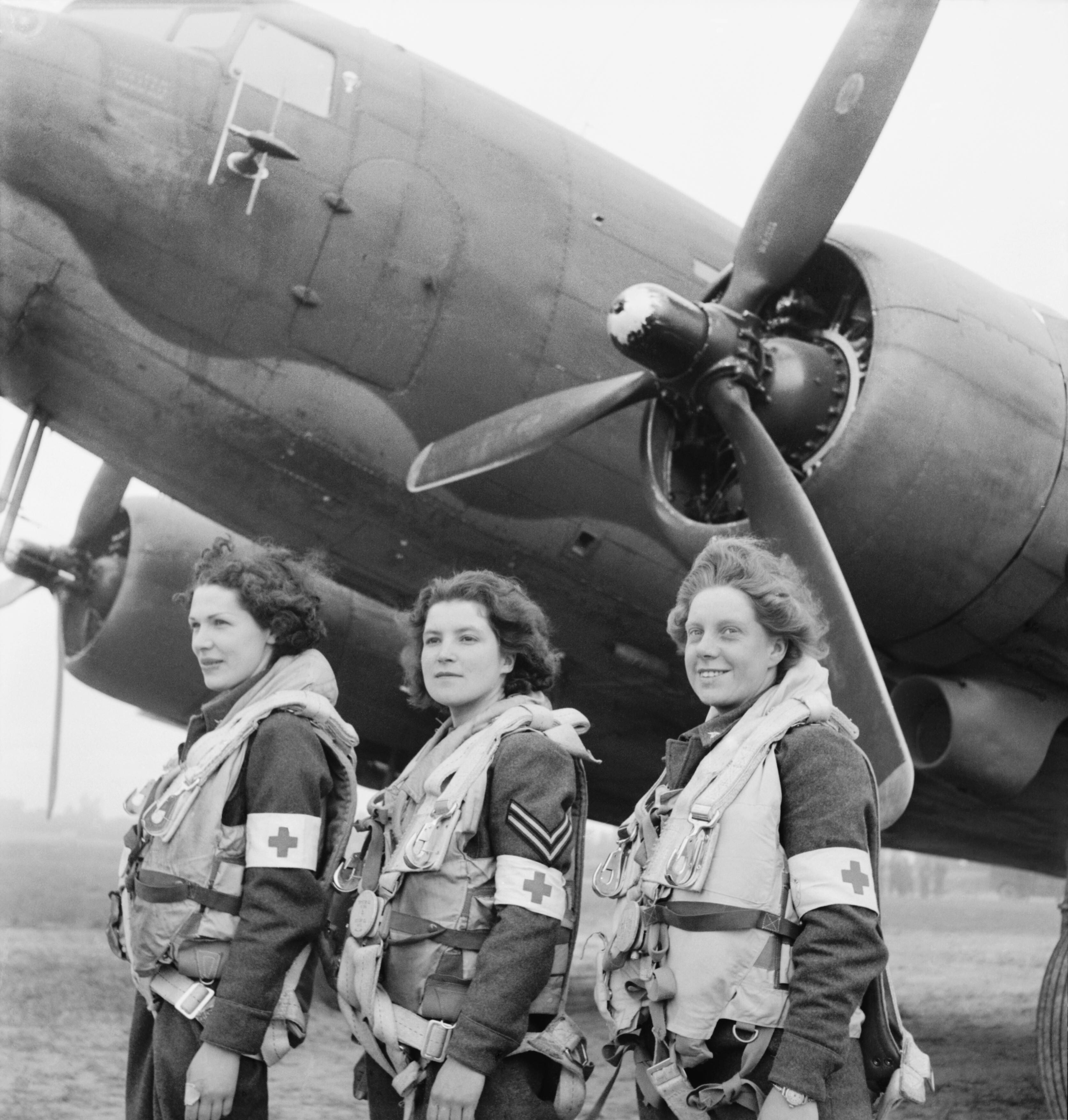
Перші медсестри WAAF, відібрані для виконання завдань санітарної авіації до Франції

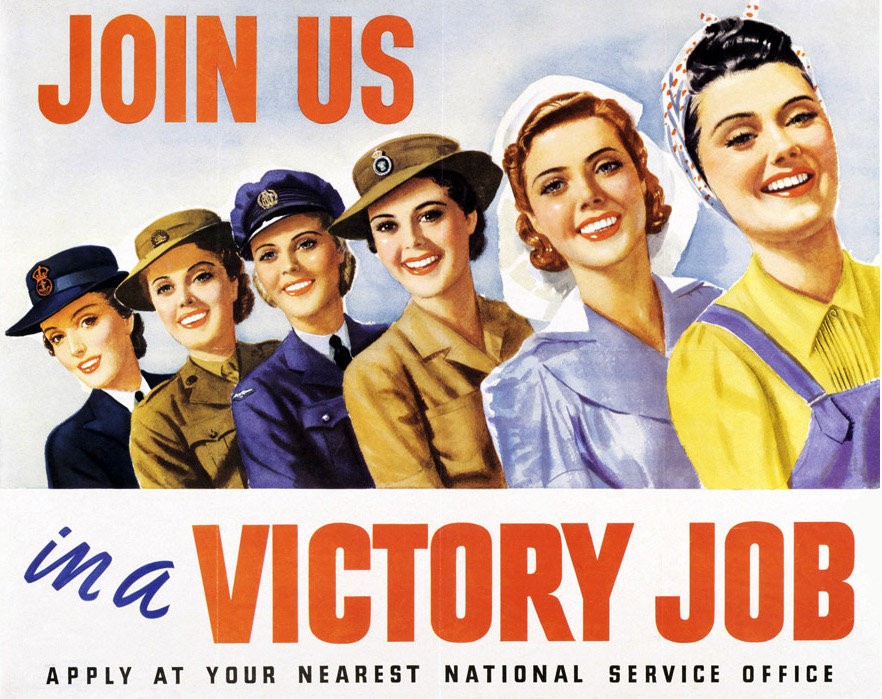
Пропагандистський постер для жінок "Приєднуйтесь до роботи на перемогу!"

Друга світова війна велася у великих масштабах і вимагала великих ресурсів. На початку війни в бойових діях брали участь переважно чоловіки, жінки виконувати обов'язки вдома. У міру того, як війна прогресувала, країни шукали шляхи поповнення своїх запасів.
Жінок активно залучали до війни через кампанії, наприклад: «копати для перемоги» (де жінки спеціалізувалися на веденні сільського господарства, щоб прогодувати війська та народ). Згодом також стало очевидно, що жінки можуть виконувати деякі обов'язки не гірше або й краще за чоловіків: бути снайперками або шпигунками. Інформація, отримана від шпигунок, була дуже важливою для розуміння руху та планів ворогів, завдяки чому було легко вжити ефективних контрзаходів. 
Участь жінок у війні була значущою для феміністичного руху: завдяки досягненням жінок їм вдалося отримати ряд можливостей, яких вони не мали раніше. Особливо це стосувалося питань права голосу та загального визнання жінок у суспільстві. Після війни жінки по всій Європі стали більш визнаними в суспільстві.

## Вступ
У Другій світовій війні жінки були незамінними і значною мірою змінили її хід.
На фронті існувала постійна потреба в більшій кількості особового складу. Жінки почали переймати обов'язки, які раніше були зарезервовані за чоловіками — працювали на промисловості, брали участь у бойових діях. Жінки також надавали моральну підтримку воїнам, які поверталися з фронту.
Низка країн забороняла жінкам брати участь у бойових діях, однак багато країн ставилися до цього лояльно: Канада, Данія, Фінляндія, Німеччина, Норвегія, СРСР і Швейцарія.

## Воєнне сексуальне насильство
- Жінки для втіхи
- Зґвалтування під час окупації Німеччини

## Жінки Польщі
В Польщі відіграли значну роль у війні, а саме у протистоянні ворожій армії, в деяких випадках вони брали активну роль у реальній війні. Польки відіграли важливу роль у Варшавському повстанні 1944 року.
Відомо, що жінки одягалися чоловіками і потрапляли на поле битви, щоб боронити країну. Однією з таких жінок, яка очолила диверсійний загін, була Ванда Герц. Кажуть, що вона брала участь у багатьох військових діях Другої світової.

## Жінки Фінляндії
Обов'язки, які виконували фінські жінки, включали «сестринську роботу, сигналізацію про повітряну небезпеку, госпіталізацію тощо». Жінки у Фінляндії створили організації, такі як «Lotta Svard», яка допомагала радянській армії. Членкині «Lotta Svard» не брали участі у бойових діях, однак вони зіграли важливу роль у забезпеченні успіху фінської армії.

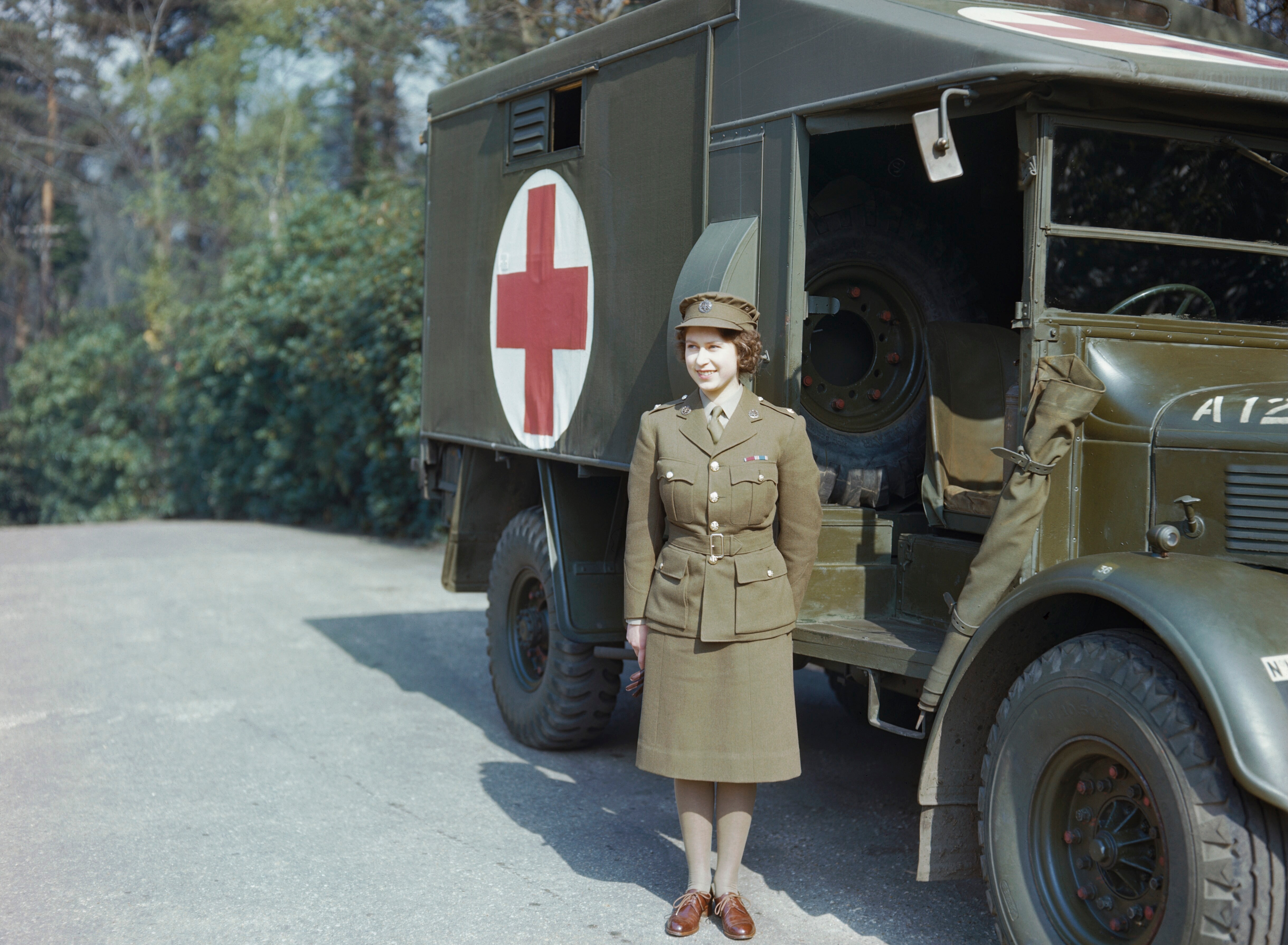
Принцеса Єлизавета в Допоміжній територіальній службі, квітень 1945

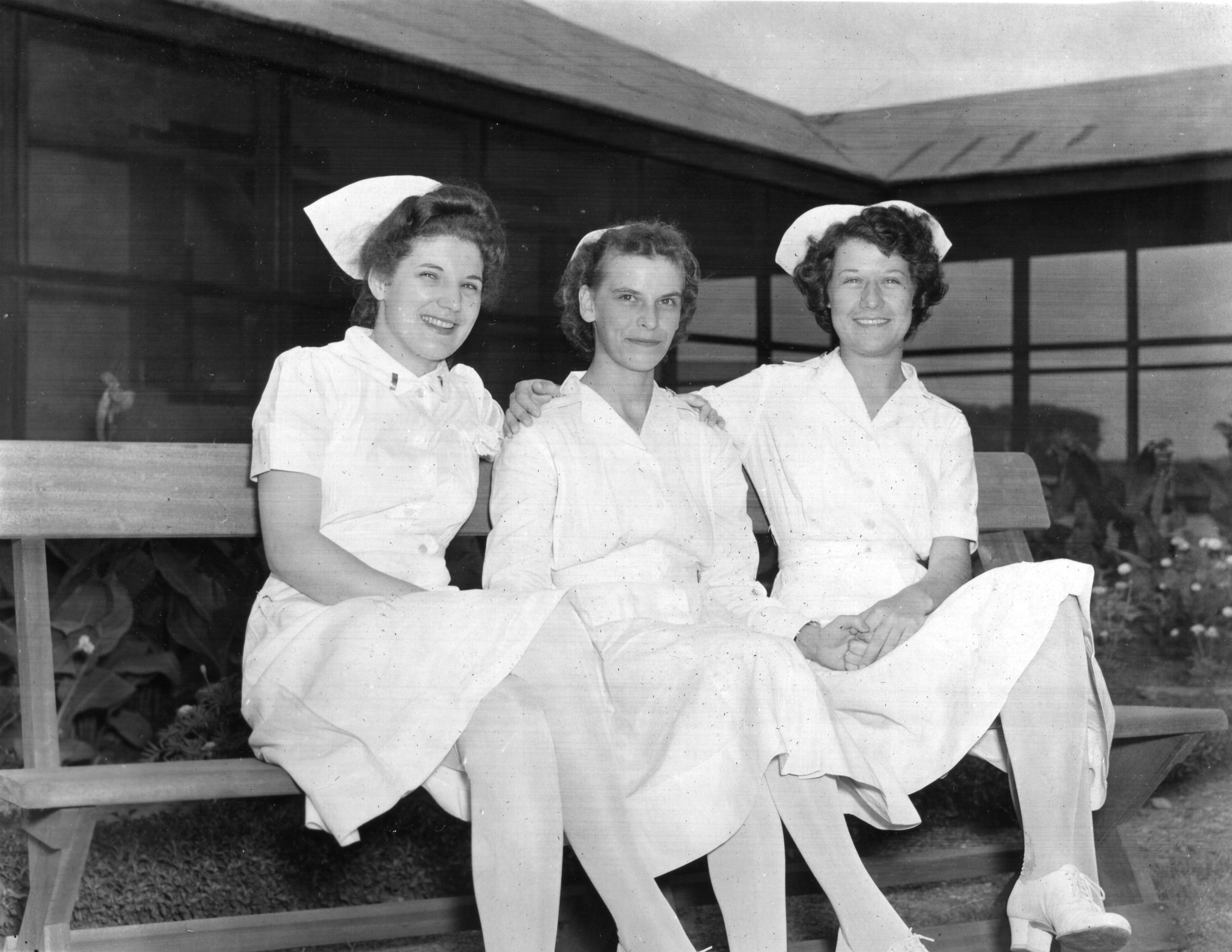
Медичні сестри Другої світової

## Жінки СРСР
Жінки відігравали найважливішу роль у Радянському Союзі, якщо порівнювати їх з іншими країнами Європи: що кількість жінок, які брали активну участь у війні, становила 800 000. СРСР першим дозволив жінкам-пілотесам брати участь у війні: «Марина Раскова була першою жінкою-льотчицею у радянських ВПС».
Жінки у СРСР були чудовими снайперками, Ніна Олексіївна Лобковська та Людмила Павличенко вбили понад 300 німецьких солдатів.
Також було немало кулеметниць, медикинь, танкісток та зв'язківок. Відомо, що жінки під час війни здійснили понад 30 000 вильотів.
Відома своєю роллю у війні Наталія Меклін служила бойовою льотчицею армії СРСР з 19 років, її здібності були настільки гідними, що зовсім згодом вона приєдналася до підрозділу «Нічні відьми».

## Жінки Франції
Французькі жінки відігравали дуже важливу шпигунську роль, вони шпигували в офісі стратегічної служби. Особливо вони стали важливими після вторгнення в Південну Францію, де переважно шпигували за поведінкою французької армії — жінки входили до складу 36-ї піхотної дивізії.

## Жінки Нідерландів
У Нідерландах жінки відігравали велику роль в опорі ворожим арміям, наприклад, «Крихітка Мюдлер», 19-річна громадянка Нідерландів була видатною лідеркою підпільного руху опору. Голландський жіночий спротив відіграв велику роль в опозиції німецькій армії.

## Жінки Німеччини
Німеччина отримала велику користь від допомоги жінок під час Другої світової війни. Кажуть, що Третій Рейх пропонував жінкам багато посад для участі у війні. У німецькій армії було багато жіночих підрозділів.
Меллітта Шенк, льотчиця німецької армії, врятувала свою родину від концтабору. Жінки в Німеччині також брали участь в задачах, які забезпечували просування військ.